# Psathyrotes
 Psathyrotes   A.Gray, 1853 è un genere di piante angiosperme dicotiledoni della famiglia delle Asteraceae, sottofamiglia Asteroideae, tribù Helenieae e sottotribù Psathyrotinae.

## Etimologia
Il nome del genere deriva da una parola greca ”psathurotes“ ( = fragile, sciolto) e si riferisce ai sottili fusti delle specie di questo genere.
Il nome scientifico del genere è stato definito dal botanico Asa Gray (1810-1888) nella pubblicazione " Smithsonian Contributions to Knowledge. Washington, DC" (  Smithsonian Contr. Knowl. 5(6): 100, t. 13) del 1853.

## Descrizione

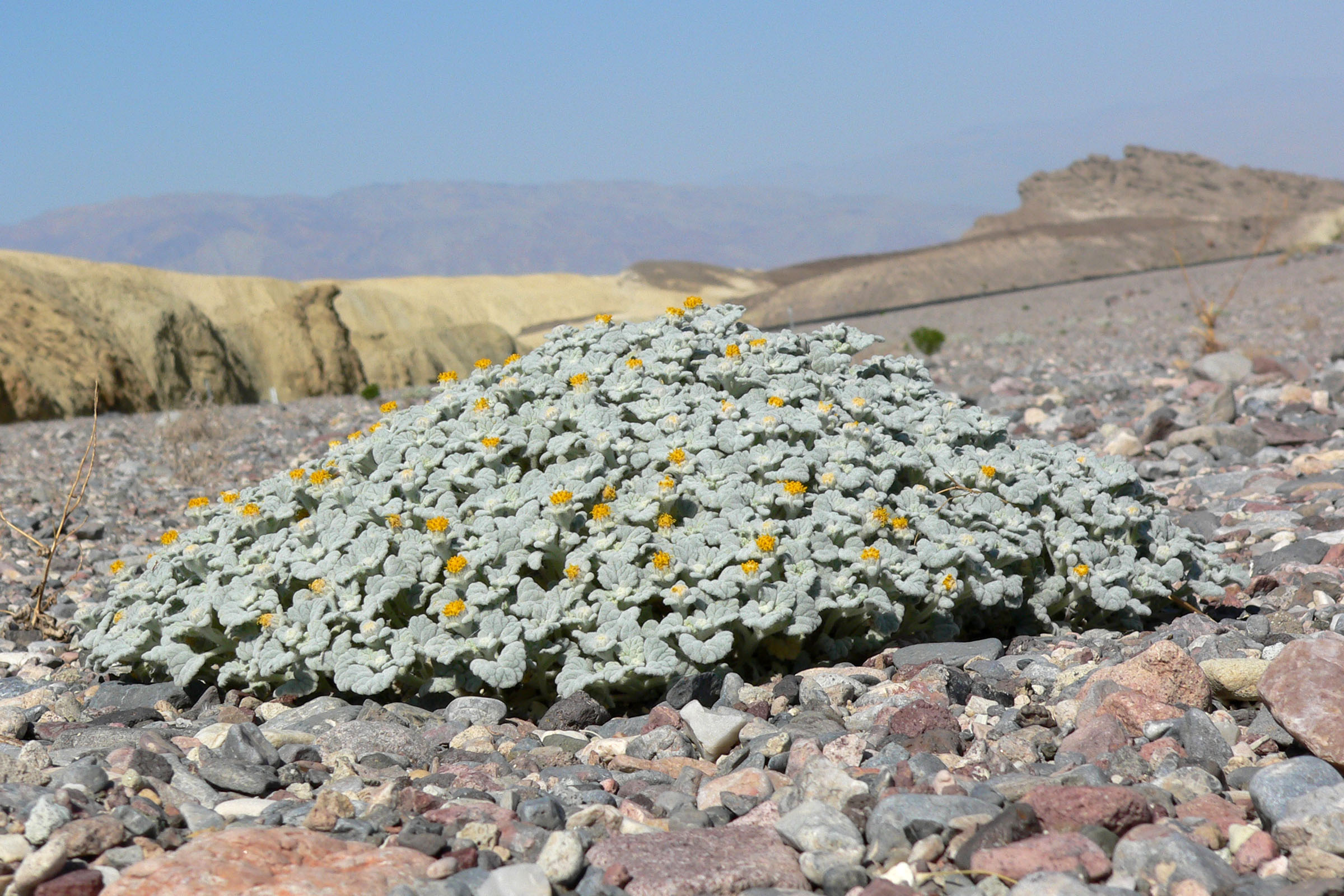
Il portamento
Psathyrotes ramosissima

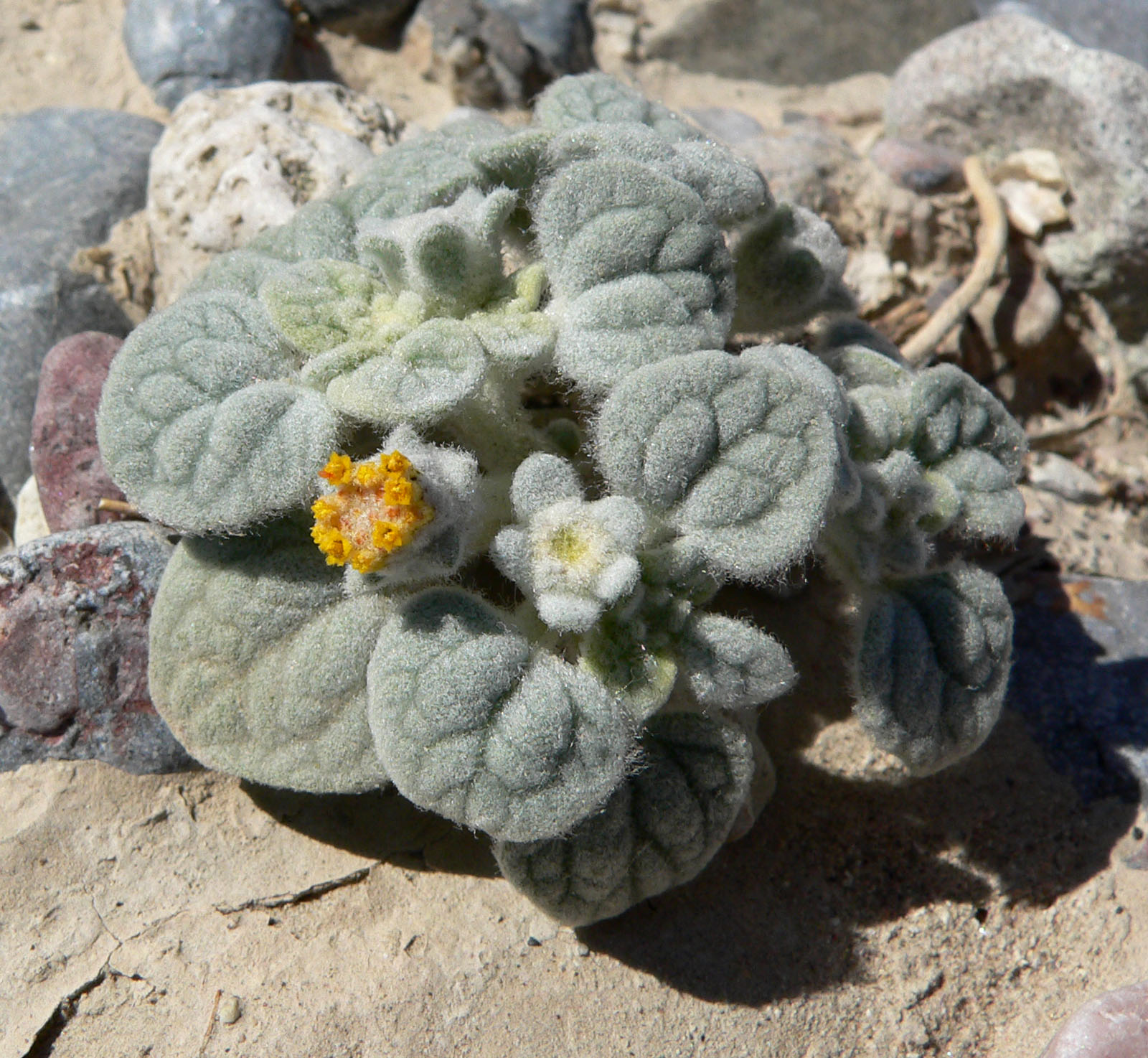
Le foglie
Psathyrotes ramosissima

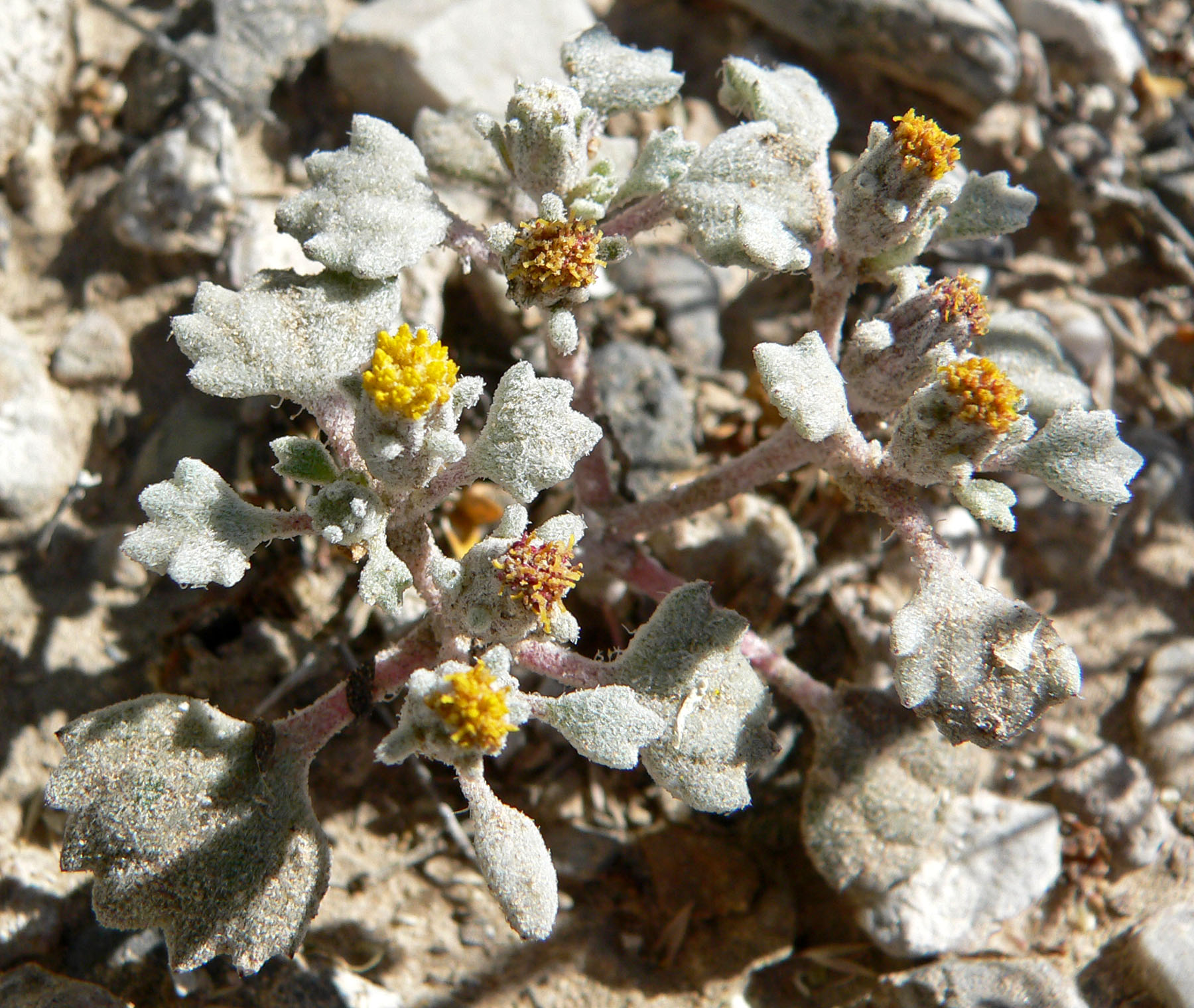
Infiorescenza
Psathyrotes annua

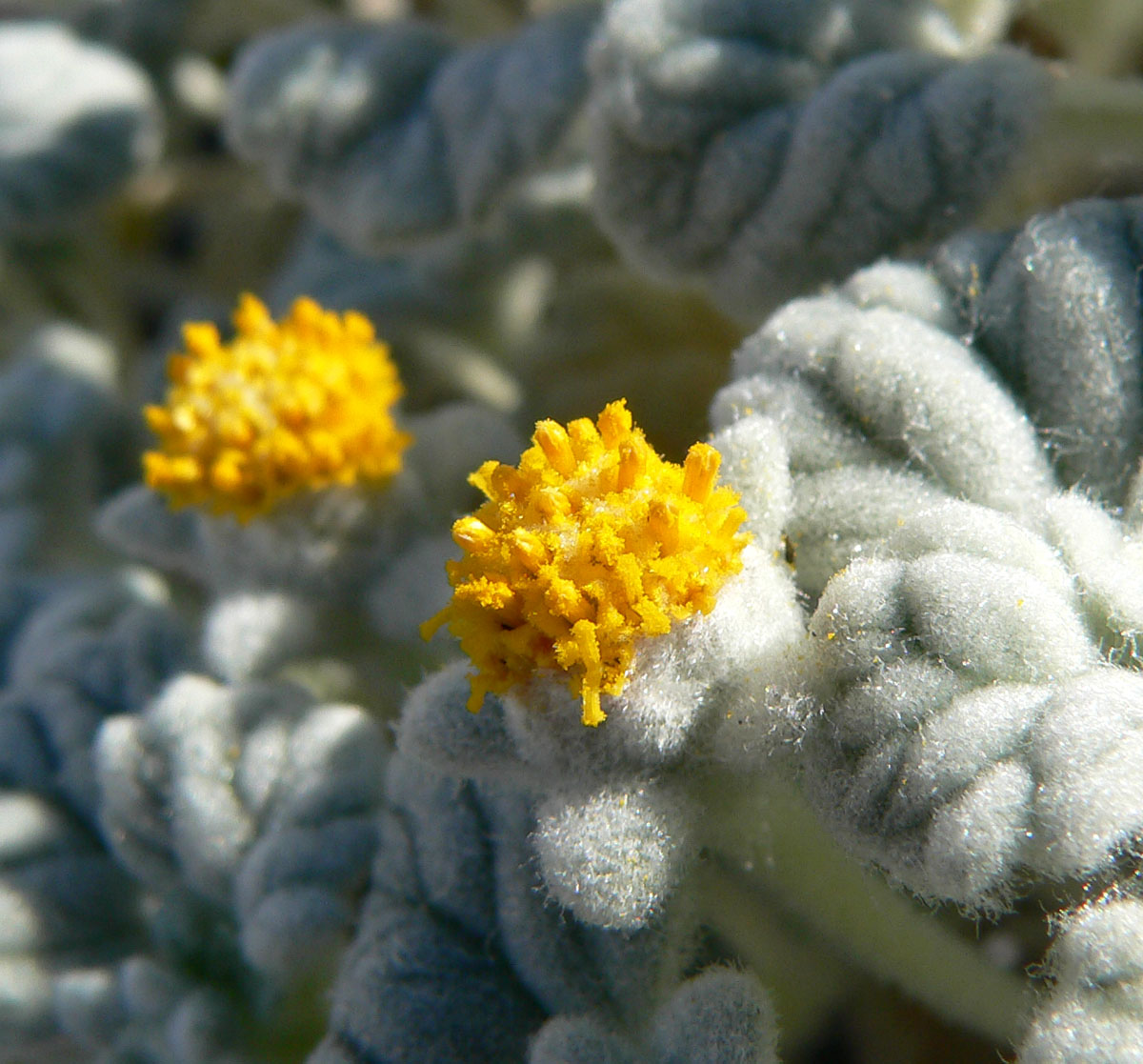
I fiori
Psathyrotes ramosissima

Portamento. Le specie di questa sottotribù sono delle erbe (raramente arbusti) a ciclo biologico annuale. Sono inoltre piante senza lattice.
Fusto. I fusti in genere sono eretti, ascendenti e abbondantemente ramificati; la ramificazione è dicotomica. L'altezza varia da pochi centimetri fino 40 cm.
Foglie.  Le foglie possono essere sia basali che cauline e sono picciolate. Le foglie cauline sono disposte sia in modo alternato che in modo opposto. La lamina ha delle forme arrotondate-deltate, reniformi, arrotondate-rombiche o suborbicolate; i margini sono dentati o interi; le facce sono solitamente lanate, pelose o tomentose, talvolta anche ghiandolose-pubescenti e/o forforacee.
Infiorescenza. Le sinflorescenze sono formate da due rami fioriferi opposti e uno centrale più breve (infiorescenza bipara o dicasio); il capolino si trova in cima al ramo centrale. Le infiorescenze vere e proprie sono composte da un capolino di tipo discoide. I capolini sono formati da un involucro, con forme da cilindriche a campanulate (o turbinate), composto da diverse brattee, al cui interno un ricettacolo fa da base ai fiori di due tipi: fiori del raggio (qui assenti) e fiori del disco. L'involucro ha una forma emisferica, campanulata o cilindrica. Le brattee possono essere sia persistenti che decidue; sono da 8 a 24 disposte su due serie; la forma è da lineare a lanceolata, ma anche obovata o spatolata; gli apici sono eretti o incurvati e squarrosi. Il ricettacolo varia da piatto a convesso e privo di pagliette a protezione della base dei fiori. Diametro dell'involucro: 3 – 6 mm.
Fiori.  I fiori sono tetra-ciclici (formati cioè da 4 verticilli: calice – corolla – androceo – gineceo) e pentameri (calice e corolla formati da 5 elementi). Si distinguono in:
- fiori del raggio (esterni): sono mancanti;
- fiori del disco (centrali): sono numerosi con forme brevemente tubulose (attinomorfe); sono ermafroditi.

- Formula fiorale:

*/x K {\displaystyle \infty }, [C (5), A (5)], G 2 (infero), achenio 
- Calice: i sepali del calice sono ridotti ad una coroncina di squame.

- Corolla: (solo fiori del disco) il colore della corolla è giallo con il tubo molto più breve della gola (cilindrica quest'ultima). I lobi in tutto sono 5, eretti e a forma deltata o ovata; in alcuni casi i fiori alla periferia del disco si presentano con due lobi più espansi (forma zigomorfa). Le cellule sclerificate non sono presenti.

- Androceo: l'androceo è formato da 5 stami sorretti da filamenti generalmente liberi; gli stami sono connati e formano un manicotto circondante lo stilo; le teche, produttrici del polline alla base hanno una coda. Le appendici delle antere sono ovate; le cellule delle appendici sono per lo più sclerificate. Il tessuto endoteciale, rivestimento interno dell'antera, è quasi sempre polarizzato con due superfici distinte: una verso l'esterno e una verso l'interno. Il polline è sferico con un diametro medio di circa 25 micron;  è tricolporato con tre aperture sia di tipo a fessura che tipo isodiametrica o poro ed è echinato con punte sporgenti e divergenti.

- Gineceo: l'ovario è infero uniloculare formato da 2 carpelli. Lo stilo, il recettore del polline, è profondamente bifido con due stigmi divergenti e con le linee stigmatiche marginali separate e parallele. I due bracci dello stilo hanno una forma da lanceolata a deltoide con apici ottusi e possono essere papillosi o ricoperti da ciuffi di peli.

Frutti. I frutti sono degli acheni con pappo. L'achenio ha una forma variabile da cilindrico-fusiforme a obpiramidale con superficie glabra o pelosa e sericea. Il pappo è composto da 35-150 setole libere o connate basalmente in 1-4 serie.

## Biologia
Impollinazione: l'impollinazione avviene tramite insetti (impollinazione entomogama tramite farfalle diurne e notturne).

Riproduzione: la fecondazione avviene fondamentalmente tramite l'impollinazione dei fiori (vedi sopra).

Dispersione: i semi (gli acheni) cadendo a terra sono successivamente dispersi soprattutto da insetti tipo formiche (disseminazione mirmecoria). In questo tipo di piante avviene anche un altro tipo di dispersione: zoocoria. Infatti gli uncini delle brattee dell'involucro (se presenti) si agganciano ai peli degli animali di passaggio disperdendo così anche su lunghe distanze i semi della pianta. Inoltre per merito del pappo (se presente) il vento può trasportare i semi anche a distanza di alcuni chilometri (disseminazione anemocora).

## Distribuzione e habitat
Le specie di questo genere sono distribuite nel Messico nord-occidentale e Stati Uniti occidentali.

## Sistematica
La famiglia di appartenenza di questa voce (Asteraceae o Compositae, nomen conservandum) probabilmente originaria del Sud America, è la più numerosa del mondo vegetale, comprende oltre 23.000 specie distribuite su 1.535 generi, oppure 22.750 specie e 1.530 generi secondo altre fonti (una delle checklist più aggiornata elenca fino a 1.679 generi). La famiglia attualmente (2021) è divisa in 16 sottofamiglie; la sottofamiglia Asteroideae è una di queste e rappresenta l'evoluzione più recente di tutta la famiglia.

### Filogenesi
Il gruppo di questa voce è descritto nella sottotribù Psathyrotinae  caratterizzata da un pappo formato da setole qualche volta connate alla base.
Nell'ambito della sottotribù  Psathyrotes si trova, da un punto di vista filogenetico, nel "core" del gruppo e insieme al genere Trichoptilium forma un "gruppo fratello".
I caratteri distintivi del genere sono:
- le foglie hanno delle lamine deltate, ovate o rombiche, variamente lobate (ma non trilobate);
- i capolini sono solitari e si trovano al centro di ramificazioni dicotome;
- il pappo è formato da setole libere.

Il numero cromosomico delle specie di questa voce è: 2n = 34.

### Elenco delle specie
Questo genere ha 3 specie:
- Psathyrotes annua (Nutt.) A.Gray
- Psathyrotes pilifera  A.Gray
- Psathyrotes ramosissima  A.Gray